# Ted Purcell
Edward "Ted" Purcell – australijski zapaśnik walczący w stylu wolnym. Złoty medalista igrzysk wspólnoty narodów w 1938 roku.